# Armour Square
Armour Square é uma das 77 áreas de comunidades da cidade de Chicago nos Estados Unidos.